# La Thébaïde (Fra Angelico)
La Thébaïde est le nom de plusieurs peintures en tempera sur bois de Fra Angelico :
- une de 75 × 207 cm des années 1420 environ est conservée au musée des Offices de Florence ;
- une autre est un ensemble datant de 1430 fragmenté et dispersé entre plusieurs musées, dont le musée Condé de Chantilly qui en a proposé une reconstitution virtuelle dont une partie reste disparue.

## Thème
La Thébaïde est, dans l'acception chrétienne, la région désertique de Thèbes, en Égypte, une image du lieu où se retirèrent des hommes pieux, solitaires, ceux-là mêmes qui ont donné naissance au monachisme.
L'iconographie chrétienne se sert de ce terme pour exposer, indifféremment, les lieux de vie des ermites, en une seule unité spatiale, le prétexte à rassembler des épisodes de la vie des saints Jérôme de Stridon, François d'Assise, Bernard de Clairvaux, Benoît de Nursie, et d'autres scènes plus prosaïques de la vie en général des moines.

## Exemplaire des Offices
Le tableau vendu par Lamberto Gori aux Offices en 1780, fut d'abord attribué à Gherardo Starnina. Il provenait de la collection privée du peintre et restaurateur Ignazio Hugford.
Il fait partie du musée imaginaire de l'historien français Paul Veyne, qui le décrit dans son ouvrage justement intitulé Mon musée imaginaire. Avant lui, Marguerite Yourcenar avait évoqué ce tableau dans Souvenirs pieux

## Exemplaire aux éléments dispersés
Probablement peint pour le couvent de Santa Maria degli Angeli à Florence, entier il est supposé d'une taille à 46 × 92 cm, et il comprend les scènes suivantes :
- Les Trois Morts et les Trois Vivants ;
- une Vanité semblable à une scène du même sujet du Le Triomphe de la Mort de la Thébaïde de Buonamico Buffalmacco au Camposanto de Pise ;
- des scènes des vies de saint Augustin d'Hippone, saint Romuald, saint Grégoire le Grand, saint Benoît de Nursie.

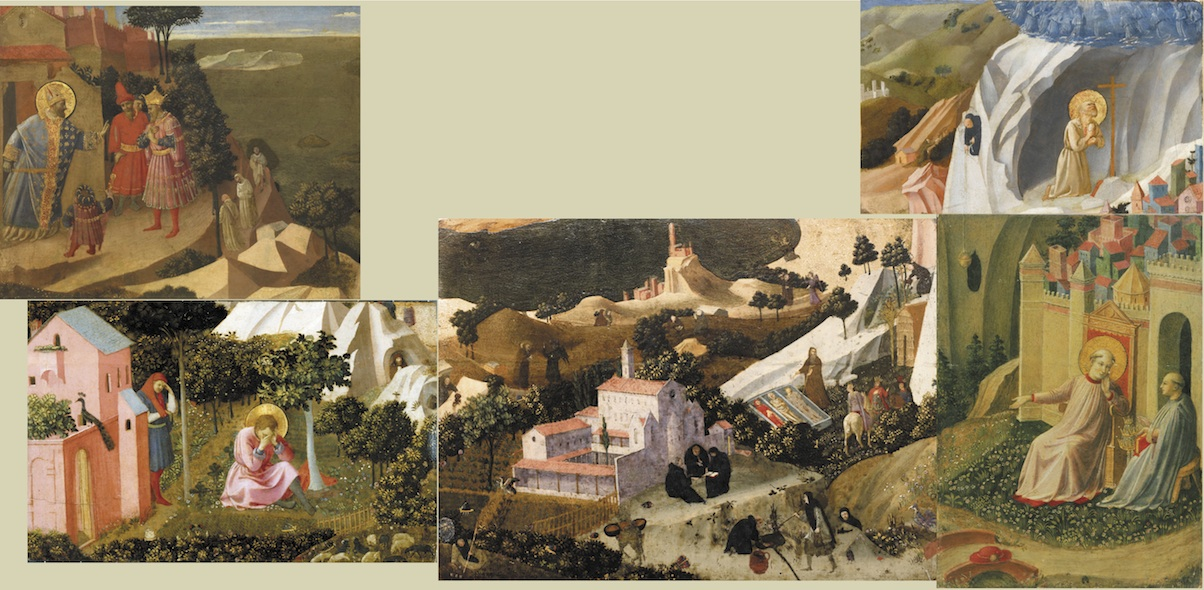
Reconstitution virtuelle de l'ensemble avec les éléments disponibles.

En 1974, disposant de trois des éléments dispersés, John Pope-Hennessy les définit comme les morceaux d'un même tableau qu'il considère alors comme une prédelle.
La découverte en 1990 d'un quatrième élément et en 1999 d'un repeint (d'un panier) lui donne sa taille actuelle d'une Thébaïde et non de scènes juxtaposées horizontalement.
Michel Laclotte, en 2005, trouve un panneau d'une collection privée appartenant au même ensemble.
Origine des éléments permettant la reconstitution
- Musée Thomas-Henry : La Conversion de saint Augustin, 21,8 × 34,2 cm
- Musée Condé : Saint Benoît à Subiaco, 17 × 26 cm
- Musée royal des Beaux-Arts d'Anvers : Saint Romuald interdit l’entrée du couvent à l’empereur Otton III, 27 × 22 cm
- Philadelphia Museum of Art : Grégoire le Grand refusant la tiare pontificale, 27,9 × 19,7 cm

Collections privées :
- Les Trois Morts et les Trois Vivants, et Vie monastique, partie centrale de 25,5 × 38,5 cm ;
- le panneau central haut disparu.